# Сражение при Кросс-Кейс
Сражение при Кросс-Кейс (англ. The Battle of Cross Keys) — небольшое сражение, которое произошло 8 июня 1862 года на территории округа Рокингхем, Вирджиния, возле селения Кросс-Кейс в ходе кампании в долине Шенандоа американской Гражданской войны (Войны Севера и Юга). Конфедеративная «Армия долины» под командованием Томаса Джексона стояла у городка Порт-Репаблик, а северяне наступали на неё с двух направлений силами армии генерала Фримонта и дивизии генерала Шилдса. Джексон поручил трём бригадам генерала Юэлла сдерживать Фримонта у Кросс-Кейс, а остальные бригады он предполагал использовать для отражения атаки Шилдса. Фримонт первый атаковал позиции Юэлла, но первая же атака на его левом фланге сорвалась, после чего Фримонт решил, что противник на его фронте слишком силён и приказал отступить. На следующий день дивизия Шилдса атаковала армию Джексона у Порт-Репаблик, но была отбита. Сражение при Кросс-Кейс и при Порт-Репаблик стали решающими победами генерала Томаса Джексона в ходе той кампании. Они заставили федеральную армию отступить и позволили Джексону перебросить свою армию под Ричмонд и принять участие в Семидневной битве.

## Предыстория
24 мая 1862 года в Вашингтон пришли известия о том, что Томас Джексон со своей армией неожиданно появился в долине Шенандоа и 23 мая разбил федеральный отряд при Фронт-Рояле. И Линкольн, и военный секретарь Стентон, плохо представляли себе ситуацию в долине Шенандоа; их главный информатор, генерал Гери, сильно преувеличил опасность ситуации и доложил, что армия в 20 000 человек движется на Сентервилл и Уоррентон. В Вашингтоне решили, что кроме основной армии, преследующей генерала Бэнкса, существует ещё одна, наступающая на Вашингтон. Для спасения столицы Линкольн приказал корпусу Макдауэлла отменить наступление на Ричмонд и переместиться в Манассас, а дивизии Шилдса было приказано идти в долину Шенандоа и атаковать Джексона где-нибудь около Фронт-Рояля.
Линкольн решил воспользоваться тем, что Джексон ушёл далеко на север по долине Шенандоа, и отрезать его от тыла, и для этого 24 мая приказал армии генерала Джона Фримонта как можно быстрее наступать из Западной Вирджинии на Гаррисонберг, город в долине Шенандоа в глубоком тылу Джексона. Он требовал от Фримонта наступать со всей возможной скоростью, не теряя ни минуты. Фримонт был очень недоволен этим приказом, у него было много проблем в собственном департаменте и он задумывал диверсии против юго-западной Вирджинии, но так как Бэнкс действительно попал в опасное положение, Фримонт отказался от своих планов и стал готовиться к наступлению на Гаррисонберг. Его армия была в сложном положении, без припасов, вдалеке от баз, и уже две недели жила на половинных рационах. Теперь им предстояло пройти 40 миль до Гаррисонберга через два горных хребта.
Фримонт начал марш 25 мая и к вечеру 26 мая пришёл в Петерсбург, пройдя 28 миль за два дня. Только 28 мая он смог перейти разлившуюся реку у Мурфилда. 29 мая ему пришлось дать армии отдых и заодно провести подсчёт живой силы. Выяснилось, что от 10 000 человек дивизии Луиса Бленкера осталось всего 6 000, а вся армия Фримонта насчитывает 11 000 человек. Между тем армия Джексона только 30 мая начала отступление от Винчестера в Гаррисонбергу, и её задерживало множество пленных. К концу дня 31 мая Фримонт был в 5 милях от Страсберга. В этот же день армия Джексона прошла Винчестер и стала лагерем к северу от Страсберга. Теперь три армии стояли всего в нескольких милях от Страсберга и гонку выиграл бы тот, кто начал бы утренний марш раньше всех. Но Фримонт выступил уже после восхода солнца.
Армия Джексона выступила 1 июня до рассвета. Ричард Юэлл вошёл в Страсберг, повернул на запад и через 5 миль у реки Седар-Крик встретил передовые отряды Фримонта. Стрелковая цепь бригады Тальяферро вступила в перестрелку с противником, а Юэлл ждал, что предпримут федералы. К удивлению Юэлла, Фримонт ничего не предпринял и весь его отряд был остановлен стрелковой цепью Тальяферро. Юэлл готов был атаковать противника, но инструкции Джексона запрещали ему рисковать. Связанный этими инструкциями, Юэлл остался на позиции до полудня. В это время бригада Уиндера прошла Страсберг, поэтому Юэлл отступил к городу и ушёл вслед за Джексоном. К концу дня армия встала лагерем между Вудстоком и Моурертауном.
2 июня Фримонт прошёл Страсберг. Он надеялся нагнать Джексона, ехал впереди колонны и сердился на задержки. Но наступление шло медленно, кавалерия Тёрнера Эшби грамотно тормозила продвижение колонны. Дважды в тот день Фримонту приходилось разворачивать войска в боевую линию, чтобы отбросить Эшби. 3 июня федеральная кавалерия смогла захватить мост через Милл-Крик, но не успела захватить мост через Шенандоа, и южане подожгли его. Фримонт распорядился построить понтонный мост, но течение унесло его. Река задержала Фримонта на два дня и только 5 июня он смог перейти на другую сторону. Эта задержка позволила армии Джексона отдохнуть, отступить от Гаррисонберга к Порт-Репаблик и занять удобную позицию для боя.
5 июня Фримонт перешёл реку и вечером встал лагерем в Нью-Маркете. В этот день он написал письмо Бэнксу, который стоял в Страсберге, и попросил Бэнкса прийти ему на помощь. 6 июня Фримонт начал марш в 5 утра и, отбросив пикеты Эшби, вошёл в Гаррисонберг в 14:00. Не зная точно, куда отступил Джексон, Фримонт остановился и встал лагерем в городе. В это время 1-й Нью-Джерсийский полк полковника Перси Уиндхема выдвинулся вперёд на рекогносцировку, и по неосторожности полковник Уиндхем попал в плен (где встретил Робордо Уита, с которым они вместе воевали в Италии). Полк был обращён в бегство в последующей перестрелке. Полковник Кейн вышел из Гаррисонберга к месту перестрелки, чтобы спасти раненых, где его 13-й Пенсильванский резервный полк попал под атаку южан. Тёрнер Эшби лично попытался вести в атаку 58-й Вирджинский пехотный полк и был убит. Попав под огонь трёх полков, пенсильванцы отступили, потеряв полковника Кейна. В Гаррисонберге слышали звуки боя но, к удивлению многих, никто не был прислан на помощь.
Весь день 7 июня Фримонт потратил на обдумывание ситуации и на подтягивание хвоста своей колонны. Он поручил Милрою разведать дорогу на Порт-Репаблик, насколько это возможно. Милрой исследовал дорогу почти до Кросс-Кейс, нашёл её очень скверной, и наткнулся на пикеты южан у Юнион-Чёрч. Он решил, что противник насчитывает 20 000 человек, о чём и сообщил командованию.
Вечером Фримонт созвал военный совет, на котором присутствовали бригадные генералы Роберт Шенк, Роберт Милрой, Генри Болен, Джордж Баярд и полковник Густав Клюзере. Все уже знали о гибели Эшби и были уверены, что Джексон прекратил отступать и готов принять бой. Оценка армии Джексона в 20 000 была признана реалистичной, поскольку разведка называла и более крупные цифры. Сам Фримонт имел на бумаге 14 050 человек, хотя сам он впоследствии утверждал, что не более 10 000 были боеспособны. Совет признал, что армия находится в трудном положении, измотана маршем и терпит нужду во всём, и решал, в какой мере стоит изображать активное наступление утром следующего дня. В итоге Фримонт отдал приказы о начале наступления в 06:00 на следующий день. Он не знал, что военный секретарь Стентон в это момент готовит приказ остановить наступление, удерживать Гаррисонберг и вернуть кавалерию Баярда Макдауэллу. Президент Линкольн пришёл в выводу, что кампания завершена и дальнейшее преследование Джексона не имеет смысла.

### Положение армии Джексона
7 июня армия Джексона стояла в Порт-Репаблик, на слиянии двух рек. С запада текла Северная Шенандоа (North River), которая сливалась с Южной Шенандоа (South River) северо-восточнее города. От места слияния река текла через Ларейскую Равнину как Южный Рукав Шенандоа (South Fork of the Shenandoah). К югу и юго-западу от города проходили высоты, по которым шла дорога на Стентон. Стратегической ценностью обладал левый берег Северной Шенандоа возле слияния, это была доминирующая над городом высота. На востоке и юго-востоке за Южной Шенандоа были открытые поля, а в двух милян начинался густой лес и предгорья Голубого хребта. Всё пространство между рекой и лесами хорошо простреливалось артиллерией.
Разведка сообщала, что дивизия Шилдса находится на восточной стороне Южного рукава у Конрадс-Стор и движется на юг, и Джексон имел шансы не дать ему присоединиться к Фримонту. Пока южане смогут сдерживать Фримонта, дивизия Шилдса сможет идти только по одной дороге, которая приведёт её к позиция Джексона на доминирующей высоте. С другой стороны, если Шилдс рискнёт атаковать Порт-Репаблик, Джексон не сможет задействовать против него всю свою армию. В итоге Джексон решил втянуть Фримонта в сражение, одновременно удерживая высоты западнее Порт-Репаблик.
Армия Джексона в тот день насчитывала 11 470 человек. Дивизия Юэлла (3 бригады, 5 000 чел.) стояла лагерем у Кросс-Кейс. 15-й Алабамский полк был выставлен в дальнее охранение. Три бригады дивизии Джексона стояли лагерем северо-западнее городка Порт-Репаблик, растянувшись на три мили. Джексон разместил свой штаб в усадьбе Мэдисон-Милл, частном доме на западной окраине Порт-Репаблик. Здесь же рядом стояли все обозы. В самом городке стояли три пехотные роты. Две кавалерийские роты были выдвинуты в том направлении, откуда ожидалось наступление дивизии Шилдса. Вероятно, Джексон был сильно истощён бессонными ночами, и по этой причине не обеспечил охранением восточную окраину города. В 21:00 он отправил Юэллу приказы относительно утра 8 июня и отправился спать.

### Набег Кэролла
В 8 или 9 часов утра, когда уже раздались первые выстрелы около Кросс-Кейс, кавалерийский отряд полковника Самуэля Кэролла вышел к переправе через Южную Шенандоа, отбросил пикет южан и ворвался в Порт-Репаблик. Не встретив сопротивления, федеральная кавалерия наткнулась прямо на генерала Джексона с его штабными офицерами которые ожидали лошадей у дома Кемпера. Джексон успел сесть на коня и скрыться, но некоторые офицеры штаба попали в плен, в их числе шеф артиллерии Степлтон Кратчфилд.
Кавалерия Кэролла вышла прямо к основному обозу армии Джексона, но здесь попала под огонь случайной артиллерийской батареи, потом под обстрел небольшого отряда пехоты, а затем Джексон ввёл в дело остальную артиллерию и 37-й Вирджинский пехотный полк. Он вызвал от Кросс-Кейс бригаду Ричарда Тейлора, которая по этой причине не успела вернуться и принять участие в основном сражении. Кэролл отступил, потеряв все свои орудия. Дуглас Фриман писал, что это событие наверняка вызвало бы оживлённое обсуждение, если бы участники не отвлеклись на начавшееся сражение при Кросс-Кейс.

## Силы сторон
Федеральные силы состояли из пехотной дивизии Блекнера, всего три бригады, приданных дивизии бригад Класерета, Милроя и Шенка, кавалерии Баярда и девяти батарей, всего 11 500 человек. Силы юга состояли из одной дивизии генерал-майора Ричарда Юэлла. Она насчитывала 4 пехотных бригад и одну кавбригаду, всего 8 500 человек. Однако, бригада Тейлора в самом начале сражения была переброшена в Порт-Репаблик и вернулась на поле боя уже в самом конце сражения. В итоге у Юэлла фактически имелось 5 000 человек.

### Силы Севера
Дивизия Луиса Бленкера
- Бригада Джулиуса Стейхла

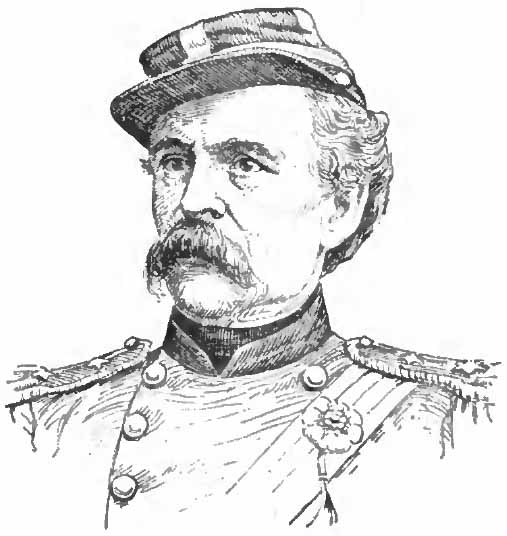
Бригадный генерал Луис Бленкер

  - 8-й Нью-Йоркский пехотный полк, полковник Фрэнсис Уатшел
  - 39-й Нью-Йоркский пехотный полк,
  - 41-й Нью-Йоркский пехотный полк, полковник Леопольд фон Гильза
  - 45-й Нью-Йоркский пехотный полк, полковник Джордж фон Амсберг
  - 27-й Пенсильванский пехотный полк, полковник Адольфус Башбек
  - 2-я Батарея Нью-Йоркского легкоартиллерийского полка, кап. Льюис Ширмер
  - Батарея С, Западновирджинского легкоартиллерийского полка, кап. Фрэнк Бьюэлл
- Бригада Джона Колтеса
  - 29-й Нью-Йоркский пехотный полк, подп. Клеменс Соэст
  - 68-й Нью-Йоркский пехотный полк,
  - 73-й Пенсильванский пехотный полк, подп. Густавус Малек
  - 13-я батарея нью-йоркской лёгкой артиллерии, кап. Джулиус Дикманн
- Бригада Генри Боулена[англ.]
  - 54-й Нью-Йоркский пехотный полк, полк. Эуген Кослей
  - 58-й Нью-Йоркский пехотный полк, полк. Владимир Кржижановски
  - 74-й Пенсильванский пехотный полк, подп. Джон Хэмм
  - 75-й Пенсильванский пехотный полк, подп. Фрэнсис Малер
  - Батарея I, 1-го Нью-Йоркского легкоартиллерийского полка, кап. Михаэль Уилдрич
- Кавалерийский отряд Кристиана Дайкела

Приданные бригады:
- Бригада Густава Пола Клюзере
  - 8-й Западновирджинский пехотный полк, подп. Люсьен Лосер
  - 60-й Огайский пехотный полк, полк. Уильям Тримбл
- Бригада Роберта Милроя
  - 2-й Западновирджинский пехотный полк, майор Джеймс Оуэнс
  - 3-й Западновирджинский пехотный полк, подп. Томпсон
  - 5-й Западновирджинский пехотный полк, полк. Джон Зиглер
  - 25-й Огайский пехотный полк, подп. Уильям Ричаржсон
  - 1-й Западновирджинский кавполк, майор Джон Креппс
  - Батарея G, Западновирджинского легкоартиллерийского полка, кап. Четем Эвинг
  - Батарея I, 1-го Огайского легкоартиллерийского полка, кап. Генри Хейман
  - 12-я батарея Огайского легкоартиллерийского полка, кап. Аарон Джонсон
- Бригада Роберта Шенка
  - 32-й Огайский пехотный полк, подп. Эбенезер Суинни
  - 55-й Огайский пехотный полк, полк. Джон Ли
  - 73-й Огайский пехотный полк, полк. Орланд Смит
  - 75-й Огайский пехотный полк, полк. Натаниель Маклин
  - 82-й Огайский пехотный полк, полк. Джеймс Кентвелл
  - 1-й батальон Коннектикутской кавалерии, кап. Эрастус Блейксли
  - Батарея К 1-го Огайского легкоартиллерийского полка, кап. Уильям де Бек
  - Батарея Ригби Индианской лёгкой артиллерии, кап. Сайлас Ригби
- Приданная кавалерия:
  - 3-й Западновирджинский кавполк, кап. Эвертон Конгер
  - 6-й Огайский кавполк, полк. Уильям Ллойд

### Силы Юга
- Бригада Джорджа Стюарта
  - 1-й Мерилендский пехотный полк, полковник Брэдли Джонсон
  - 44-й Вирджинский пехотный полк, полковник Уильям Скотт
  - 52-й Вирджинский пехотный полк, подполковник Джеймс Скиннер
  - 58-й Вирджинский пехотный полк, полковник Самуэль Летчер
- Бригада Арнольда Элзи
  - 12-й Джорджианский пехотный полк, полковник Зефания Коннер
  - 13-й Вирджинский пехотный полк, полковник Джеймс Уокер
  - 25-й Вирджинский пехотный полк, подполковник Патрик Даффи
  - 31-й Вирджинский пехотный полк, полковник Джон Хоффман
- Бригада Исаака Тримбла
  - 15-й Алабамский пехотный полк, полковник Джеймс Кенти
  - 21-й Джорджианский пехотный полк, полковник Джон Мерсер
  - 16-й Миссисипский пехотный полк, полковник Кэрнот Поузи[англ.]
  - 21-й Северокаролинский пехотный полк, полковник Уильям Киркланд
- Бригада Ричарда Тейлора
  - 6-й Луизианский пехотный полк, полковник Исаак Сеймур
  - 7-й Луизианский пехотный полк, полковник Гарри Хайс
  - 8-й Луизианский пехотный полк, полковник Генри Келли
  - 9-й Луизианский пехотный полк, полковник Лерой Стаффорд[англ.]
  - «Луизианские тигры», майор Читем Робордо Уит
- Артиллерия Степлтона Кратчфилда (5 батарей)
- Кавбригада Томаса Манфорда
  - 2-й Вирджинский кавалерийский полк, полк. Томас Манфорд
  - 6-й Вирджинский кавалерийский полк, полк. Томас Флорной
  - Батарея Чьеу, кап. Престон Чьеу

## Сражение

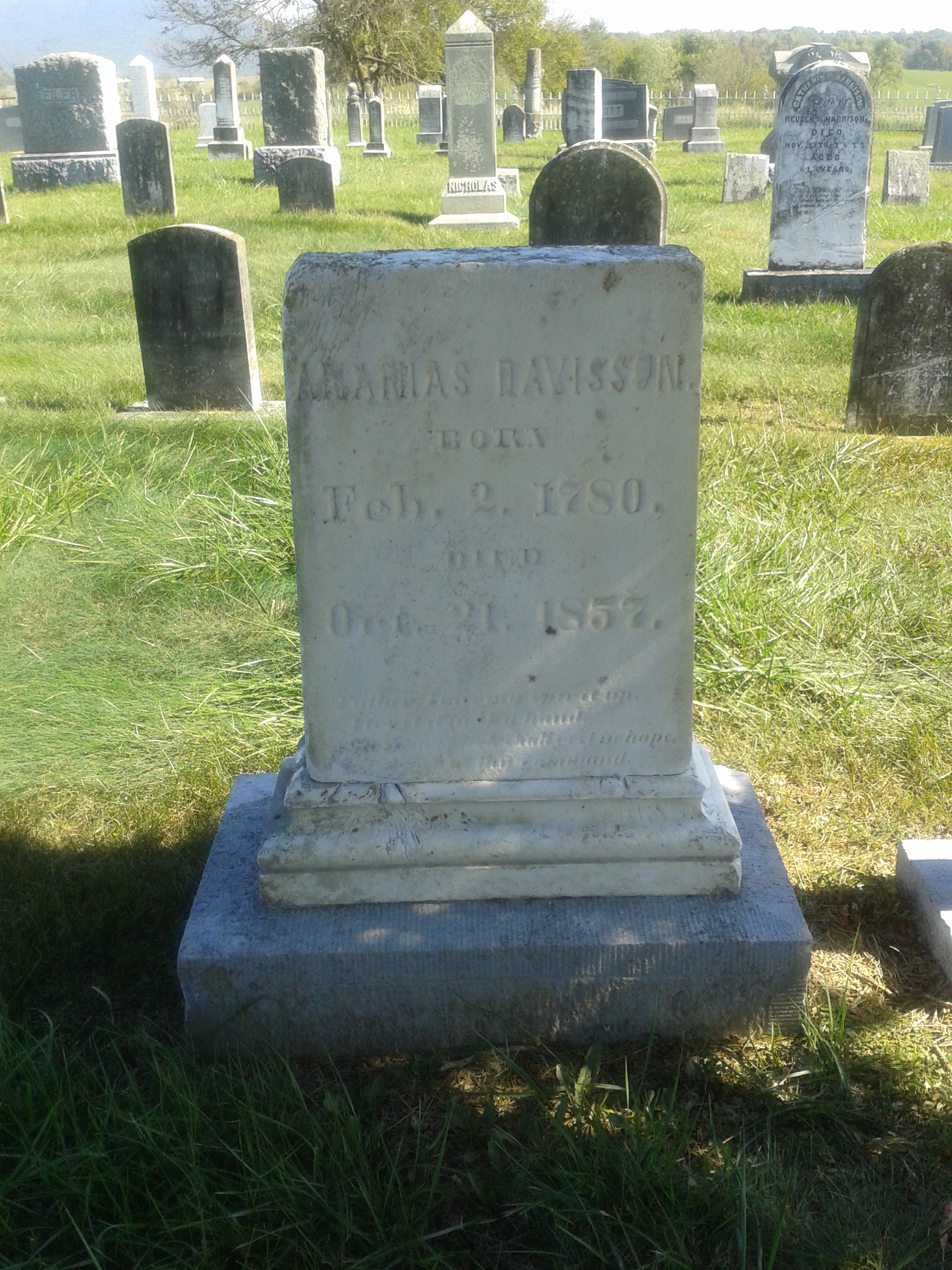
Кросс-Кейс-Семетери

Ранним утром Фримонт начал наступление. Его части выдвигались вперёд по порт-репабликской дороге с интервалами в 15 минут. В 04:45 выступил авангард — 60-й Огайский и 8-й Западновирджинский полки (бригада Клюзере). В 05:00 выступили «пионеры», зачищающие дорогу от препятствий. В 05:15 начал выдвижение 4-й Нью-Йоркский кавалерийский полк. Затем выступили бригады Джулиуса Стейхла, Роберта Милроя, Болена и Шенка. За ними следовали обозы и санитарные повозки, а в арьергарде колонны шла бригада Бленкера (она начала выдвижение в 07:00). Северяне наступали неуверенно. Дорога была плохая, а впереди они предполагали встретить всю армию Джексона размером в 16 000 или в 18 000 человек.
Первые выстрелы прозвучали между 08:00 и 8:30, когда стрелковая цепь Клюзере, наступая по Кизлтаунской дороге, встретила пикеты южан: две роты 15-го Алабамского пехотного полка, которые стояли немного севернее кладбища Юнион-Чёрч-Семетери. Пикеты продержались ровно столько, чтобы дать время своему командиру (полковнику Джеймсу Кенти) сообщить о наступлении противника, после чего стали отходить. «Вскоре они показались, — вспоминал один из наблюдателей, — они отступали через кладбище, иногда прячась за надгробия, чтобы дать выстрел и перезарядить ружьё».
Полковник Кенти приказал отступать и алабамцы бросились бежать через поле под огнём стрелковой цепи Клюзере. Им на помощь пришла батарея капитана Куртни, которая развернулась в полумиле от Юнион-Чёрч и несколькими залпами отогнала противника. Алабамцы отошли за линию своих войск и после короткой передышки отправились на правый фланг армии на соединение со своей бригадой. Перестрелка у Юнион-Чёрч дала генералу Юэллу некоторое время на то, чтобы развернуть свои бригады в боевую линию.
Позиция Юэлла по его личным отзывам, была выгодна: дивизии стояли на небольшом хребте, перед которым протекал ручей Милл-Крик, а фланги были прикрыты лесом. В 10:00 Юэлл закончил развёртывание бригад: бригада Стюарта встала на левом фланге, бригада Элзи — в центре, слегка сдвинутая в тыл, бригада Тримбла — на правом фланге. В центре, на доминирующей высоте перед бригадой Элзи Юэлл разместил 4 артиллерийские батареи: Куртни, Ласка, Рейна и Брокенбро. 16 орудий этих батарей были сдвинуты немного за вершину хребта для прикрытия от артиллерии противника. Юэлл полагал, что его центр — самый слабый участок, но не думал, что северяне атакуют именно здесь. Позицией был недоволен генерал Тримбл — его участок был покрыт таким густым лесом, что строить дивизию в линию было трудно. С санкции Юэлла он оставил 21-й Северокаролинский для прикрытия батарей, а остальные полки выдвинул на километр вперёд, на вершину следующей высоты. Его левый фланг был открыт, но Юэлл был уверен, что артиллерией отобьёт любую возможную атаку с этой стороны. Правый фланг Тримбла надёжно упирался в овраги, но всё же генерал Элзи передал ему два полка (13-й и 25-й Вирджинские) под общим командованием Джеймса Уокера, для дополнительного усиления фланга.
Фримонт решил строить свои дивизии в линию параллельно линии Юэлла (что Питер Козенс называет фатальной ошибкой). Он лично явился на поле боя, добравшись со штабом до фермы Арментрута, и, когда он совещался с генералом Милроем, южане открыли по нему артиллерийский огонь. К удивлению Милроя, Фримонт сразу же развернулся и умчался в тыл со всем своим штабом. Фримонт решил, что противник занимает выгодную позицию и существенно превосходит его армию по численности. «Благодаря своему численному превосходству он мог легко обойти мои фланги», писал он впоследствии. Он решил, что удар стоит нанести в правый фланг противника и затем отрезать ему пути отступления. «Фримонт не объяснил, как он собирается обходить фланг противника, который по его же словам угрожает его флангам и который по его мнению превышает его численно», писал Питер Коззенс. Фримант передал управление войсками своему начальнику штаба, полковнику Ансельму Эльберту и шефу артиллерии Джону Пилсену, и удалился в тыл.
Северяне развернули около фермы Арментрута три батареи из дивизии Милроя и в 10:30 открыли огонь по позициям артиллерии Юга. За батареями начала строиться пехота. Бригада Стейхла встала на крайнем левом фланге. Правее встала бригада Милроя, ещё правее — бригада Шенка. Боулен развернул свою бригаду во второй линии, а бригада Колтеса ещё не прибыла на поле боя. Вся боевая линия Фримонта растянулась на полторы мили. Развёртыванием войск руководил Ансельм Эльберт, но ему не удалось добиться слаженности манёвров: бригада Стейхла самостоятельно начала бой, не дожидаясь выдвижения бригады Шенка. Более того, Стейхл решил задействовать всего один из своих пяти полков. 39-й Нью-Йоркский пехотный полк был оставлен для прикрытия батарей, 41-й Нью-Йоркский и 27-й Пенсильванские уклонились вправо, 45-й Нью-Йоркский почему-то не пошёл вперёд и в итоге на позиции бригады Тримбла стал наступать только 8-й Нью-Йоркский пехотный полк (548 чел.). Стейхл ничего не знал о позиции Тримбла, и командир полка, полковник Фрэнсис Уатшелл, даже не выслал вперёд стрелковую цепь. Зато полк наступал в идеальном порядке.

Они наступали ровными рядами, держали шаг, и их линия была так хорошо одета, что это стало потом предметом разговоров среди наших офицеров, но бедные парни, они не знали, что ждёт их по эту сторону ограды. Мы лежали там, как бенгальский тигр, затаившийся перед прыжком на добычу, каждый человек в мертвенной тишине, не сводя глаз с наступающего врага, в ожидании команды стрелять. Мой друг, это был захватывающий дух момент, ни слова, ни звука не было слышно, только предостерегающий шепот офицеров. Смотрите внимательно, спокойно, алабамцы, прицельтесь как следует и не слишком высоко. Мы подпустили их на 75 ли 100 ярдов и затем прозвучала команда «Огонь!».
Оригинальный текст (англ.)– They advanced with such precision, keeping the step, and their line so well dressed that it was a matter of comment afterwards among our officers, but poor fellows, they did not know what was in store for them behind that fence. There we lay, as a Bengal tiger when he crouches down ready to spring upon his unsuspected prey, each man in deathly silence, with eyes fixed upon the advancing foe, only waiting for the command to fire. Dear friend, these were almost breathless moments, not a word, not a whisper by the men, only a word of caution was whispered by the officers. See them advancing; keep cool, Alabamians; take good aim, and not fire too high. They were allowed to come within seventy-five or one hundred yards, when the command, “Fire!” was given.. 
— A German Regiment’s Annihilation in the Shenandoah Valley
Офицеры-южане приказали подпустить противника как можно ближе. Полковник 21-го Джорджианского, Джон Мерсер, пригрозил пристрелить каждого, кто откроет огонь без команды. 8-й Нью-Йоркский наступал прямо на позицию Мерсера, он ненадолго пропал из виду, спустившись в низину, затем стал подниматься. Мерсер приказал не стрелять, пока противник не покажется из низины во весь рост, с головы до ног, и только в этот момент, когда до ньюйоркцев оставалось всего 40 метров, скомандовал «Огонь!». В тот же момент 16-й Миссисипский и 15-й Алабамский открыли по северянам огонь с флангов.
По словам сержанта-северянина: «ужасающий град пуль обрушился на нас с дистанции в 50 шагов и почти сразу 300 человек упали мёртвыми и ранеными в поле перед позициями противника». 53 человека погибло сразу, ещё 27 умерло потом от ранений. 100 было серьёзно ранено, а 74 попало в плен. Федералы потеряли почти 260 человек менее чем за минуту. По статистике Коззенса нью-йоркский полк потерял 43 человека убитыми, 134 ранеными и 43 пленными.
После первого же залпа поле боя заволокло клубами дыма. Некоторые южане взобрались на ограду, и оттуда разглядели, как северяне бегут с поля боя. 16-й Миссисипский бросился их преследовать. «Там, в клевере, лежал почти весь 8-й Нью-Йоркский, убитые или раненые, все немцы», вспоминал потом один из миссисипцев. Так как вдалеке была видна бригада Болена, Тримбл приказал своим людям вернуться на позицию.

### Контратака Тримбла

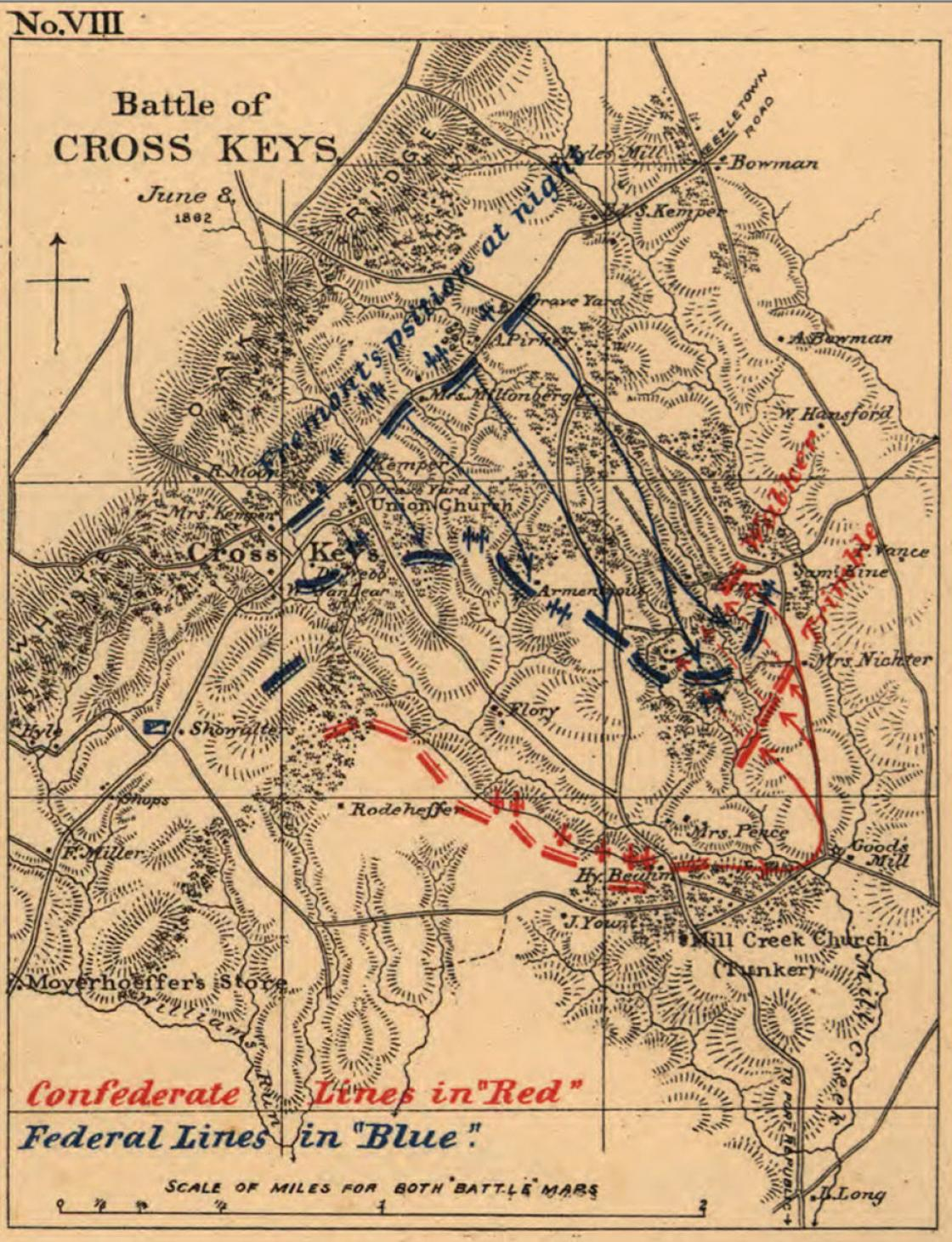
Контратака Тримбла на карте Джедедии Хотчкисса

Стейхл отвёл свою бригаду назад и уже не помышлял о наступлении, но зато подтянул батарею Фрэнка Бьюэлла (Battery C, West Virginia
Artillery) для усиления своей позиции. Тримбл обнаружил эту батарею на холме примерно в миле перед позициями 16-го Миссисипского полка. Её прикрывал только 27-й Пенсильванский пехотный полк и остатки 8-го Нью-Йоркского, которые пытались строиться с левой стороны от батареи. Неизвестно, где находились в то время остальные полки бригады Стейхла, но косвенные данные позволяют предположить, что они стояли где-то в лесу, далеко от батареи. Тримбл решил совершить фланговый манёвр и захватить батарею. Он разделил 15-й Алабамский на два батальона, из которых один (левый) поручил подполковнику Джону Трутлену, а второй возглавил лично. 16-му Миссисипскому и 21-му Джорджианскому было приказано дождаться фланговой атаки алабамцев, после чего атаковать противника с фронта.
События пошли не по плану: батальон Трутлена легко отбросил остатки 8-го Нью-Йоркского, но попал под огонь пенсильванцев и батареи Бьюэлла. Капитан Уильям Оатс вспоминал, что батальон охватила паника и он отступил в полном беспорядке. Увидев, что алабамцы начали атаку, 16-й Миссисипский перебрался через изгородь и бросился вперёд, но 21-й Джорджианский по какой-то причине не последовал за ним, оставив фланг 16-го открытым. 27-й Пенсильванский открыл огонь им во фланг. Полковник Кэрнот Посей развернул полк им навстречу и в то момент был ранен пулей в грудь. Полк втянулся в перестрелку, не отступая, но и не продвигаясь вперёд. Наконец, подошёл джорджианский полк и отбросил пенсильванцев, но батарею Бьюэла успела свернуться и покинуть поле боя.
Стейхл запросил помощи и к его позиции подошли полки бригады Болена. Два полка бригады Тримбла ещё стояли на высоте и полки Болена вступили с ними в перестрелку, которая так и не перешла в серьёзный бой. Это не помешало Болену впоследствии утверждать, что его бригада «встретила противника и отбросила его назад штыковой атакой».
В это время на помощь Тримблу подошли два полка бригады Джеймса Уокера. Ранее Уокеру было приказано выйти во фланг противнику и построить линию перпендикулярно линии северян, он понял так, что должен просто наступать правее батальонов Тримбла. Обнаружив эту ошибку, Тримбл просто приказал Уокеру сместиться влево и атаковать позицию у фермы Эверса. Уокер начал выполнять приказ, но при этом его левый фланг оказался открыт и попал под огонь бригады Болена. Первыми вступили в перестрелку пехотинцы 75-го Пенсильванского, а затем Болен отправил им на усиление 74-й Пенсильванский. Обоим полкам было приказано отойти немного назад, чтобы открыть сектор огня для батареи Уилдрича. 13-й Вирджинский, наступая, поднялся на высоту у фермы Эверса и, как вспоминал один из участников, «как только мы поднялись на вершину холма, мы столкнулись с таким количеством противника, какого я никогда не видел на одной позиции, да при нескольких орудиях, и они открыли по нам огонь картечью, шрапнелью и ружьями, от которых пшеница вокруг нас пригнулась, как во время шторма».
На самом деле огонь батареи Уилдрича был не так силён — один из артиллеристов потом писал, что успел сделать всего несколько залпов в сторону леса по приказу генерала Болена. Как только южане приблизились, капитан Ширмер (которому Уилдрич был обязан подчиняться) приказал свернуть батарею и отвести её в тыл. После отхода батареи позиция Болена стала безнадёжной. 54-й Нью-Йоркский отвлёкся на прикрытие батареи, 74-й и 75-й Пенсильванские отошли вместе с батареей, затем ушёл и 58-й Нью-Йоркский. Последним покинул поле боя 54-й. Таким образом, несмотря на отступление полков Уокера, бригада Болена так же покинула свою позицию, хотя и в полном порядке. Три полка бригады Колтеса, который стояли недалеко позади Болена, так же присоединились к отступлению (за всё сражение Колтес потерял всего 9 человек).
«Около 15:00 стало видно, как наши части медленно возвращаются на позиции, которые они занимали утром, — писал корреспондент Чарльз Уэбб, — они отходили в полном порядке, и противник как будто не собирался преследовать».
Полки Тримбла остались на высоте, которую покинула бригада Болена. Впоследствии генерал Юэлл написал в рапорте, что Тримбл отбросил три федеральные бригады почти на милю и остался на фланге армии противника, готовый к финальной атаке. К большому сожалению Тримбла, этой атаки не последовало.

### Артиллерийская дуэль
К тому моменту, как Тримбл заставил отойти дивизию Бленкера, артиллерийская дуэль в центре поля боя длилась уже около 6 часов. 12-я отдельная Огайская батарея из бригады Милроя к тому моменту дала уже 600 залпов по противнику, то есть в среднем по одному залпу в три минуты на орудие. И несмотря на длительную перестрелку и большой расход снарядов, взаимный урон оказался невелик. Батарея I 1-го Огайского легкоартиллерийского полка 4 часа вела огонь по противнику с дистанции 400 метров и отошла, истратив все боеприпасы. Батарея потеряла 1 человека убитым и 1 раненым. Две другие батареи у дома Арментрута потеряли так же 1 человека убитым и 1 раненым.
По какой-то причине, несмотря на более выгодную позицию, потери артиллерии Юга были тяжелее. Выбывали из строя не только артиллеристы, но и пехотные офицеры. Тяжёлое ранение в ногу получил генерал Элзи, бригада которого стояла в резерве позади батареи. Позже генерал Стюарт был ранен осколком в грудь. Ранение получил Кэмпбелл Браун, адъютант генерала Юэлла и первый сын его будущей жены. Снаряд разорвался над его головой и осколок попал ему в плечо. Ранение было не очень тяжёлым, но Юэлл потребовал, чтобы Браун отправился в тыл к санитарам. Направляясь в тыл, Браун встретил Томаса Джексона, который только что прибыл из Порт-Репаблик. Джексон обсудил с Брауном положение на поле боя и они вместе отправились в Порт-Репаблик. Джексон и Юэлл так и не встретились в тот день, но Джексон привёл с собой так необходимые Юэллу подкрепления в виде бригады Тейлора. Так как наблюдатели сообщили, что противник как будто намеревается обходить левый фланг, Юэлл направил бригаду Тейлора на усиление этого фланга.

### Атака Милроя

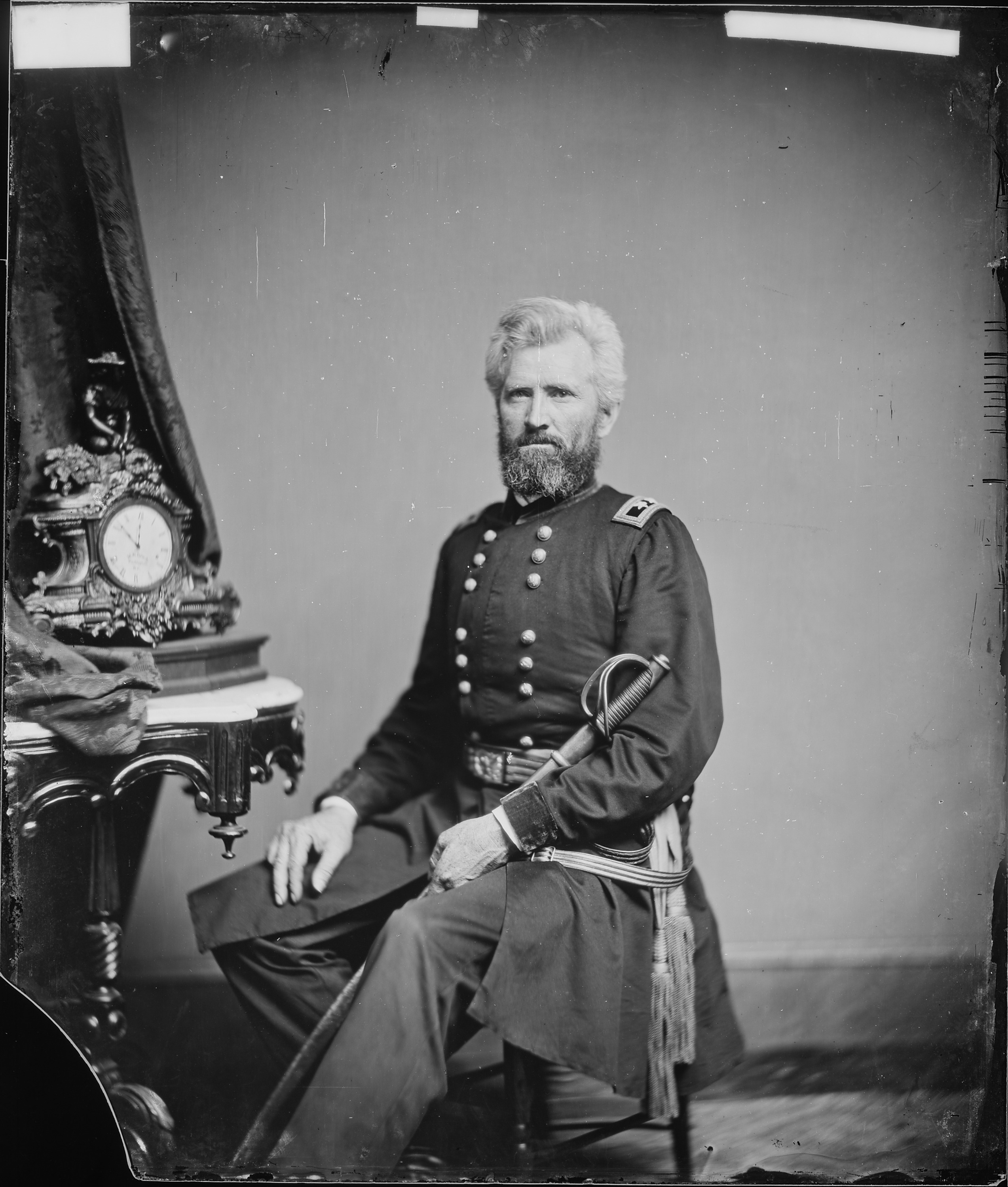
Генерал Роберт Милрой

Пока правый фланг федеральной армии атаковал Тримбла, бригада Милроя стояла в центре, не получая приказов. Потеряв терпение, Милрой решил начать атаку сам и, пока шла артиллерийская дуэль, развернул в низине у дома Арментрута свои четыре полка, всего около 2 000 человек. Он лично провёл рекогносцировку и обнаружил овраг, по которому можно было скрытно приблизиться к боевой линии противника. Он направил свою бригаду в этот овраг, не выслав вперёд стрелковой цепи, и вскоре наткнулся на стрелковую цепь противника — 44-й Вирджинский пехотный полк. Под их огнём ему удалось вывести бригаду как раз против позиции бригады Стюарта. Крайний правый полк Милроя — 25-й Огайский, оказался как раз против позиций 1-го Мэрилендского полка, крайнего левого полка бригады Стюарта. Северяне начали наступать, сразу попав под плотный винтовочный огонь и артиллерийский огонь батареи Брокенбро, которая занимала позицию около мэрилендского полка. Потеряв своего коня, Милрой продолжал командовать пешим, и попытался сместить бригаду правее. 25-й Огайский уже приближался к батарее Брокенбро и у мэрилендского полка уже почти кончились патроны, когда пришёл приказ Фримонта на отход. Милрой был так потрясён этим приказом, что не нашёл в себе сил повторить его и поручил своим адъютантам руководить отступлением. Сам же он нашёл своего раненого коня и стал выводить его с поля боя.
Милрой отвёл бригаду обратно к батареям, где увидел, что все пять полков бригады Шенка стоят на своей позиции, никак не участвуя в сражении. Впоследствии Милрой писал, что бригада Шенка легко могла бы выйти во фланг противнику и уничтожить всю армию Джексона. Он стал стремительно терять веру во Фримонта и вся армия, по его словам, теряла её так же.

### Атака Шенка
Бригада Шенка, численностью 2 138 человек, стояла правее бригады Милроя. Она вышла на пересечение Кизелтаунской и Порт-Репабликской дорог в 13:00, в тот самый момент когда Милрой строил свою бригаду для боя в полумиле восточнее. Шенк развернул походную колону в боевую линию и присоединился флангом к бригаде Милроя, после чего продвинулся немного вперёд, до позиции, на которой разместил две свои батареи. Но этим Шенк и ограничился. В рапорте он объяснил, что был плохо знаком с местностью и опасался, что противник обойдёт его правый фланг.
Выдвижение Шенка серьёзно обеспокоило Юэлла, который понимал, что левый фланг — его слабое место. Шенк выходил во фланг бригаде Стюарта и мог захватить батарею Балтиморской артиллерии, которая замыкала фланг. Когда Стюарт был ранен, Юэлл сам принял командование на это участке поля боя. В тот момент, когда Шенк разворачивался в боевую линию, Юэлл взял два полка бригады Элзи (которые остались после того, как Уокер увёл на помощь Тримблу другие два) и отправил их на фланг. Когда подошла бригада Тейлора, Юэлл забрал у него 7-й и 8-й луизианские полки и направил их туда же, на прикрытие батареи. Остальные луизианские полки Тейлор увёл на усиление Тримбла, но к тому моменту бой уже кончился.
Вместе с бригадой Тейлора из Порт-Репаблик подошла маленькая вирджинская бригада полковника Джона Паттона. Юэлл и её отправил на фланг: 48-й Вирджинский полк прибыл первым, часть его рот была вооружена винтовками и Юэлл развернул её в стрелковую цепь чтобы задержать продвижение Шенка.
Юэлл всё ещё чувствовал, что ему не хватает людей, но Шенк не решился проверить прочность левого фланга противника и возможность его обхода. Он только отправил две роты 73-го Огайского полка в качестве застрельщиков. Эти роты три с половиной часа перестреливались с южанами, потеряв трёх человек. Вся бригада Шенка в тот день потеряла 4 человека убитыми, 8 ранеными и 4 пропавшими без вести.
Когда бригада Милроя начала отходить, Шенк решил отойти вслед за ней, чтобы не оказаться отрезанным от остальной армии. Это произошло, по его словам, между 17:30 и 18:00. Отступление Шенка спасло положение Юэлла, у которого оставался только один 13-й Вирджинский полк, чтобы прикрыть свой левый фланг. На помощь ему шли 7-й и 8-й Луизианские полки бригады Тейлора, но им требовалось время, чтобы выйти на позицию. С отступлением бригады Шенка исчезла единственная реальная опасность, которая всерьёз угрожала Юэллу в этот день, писал историк Дональд Пфанц.
В 18:13 бой затих.

## Последствия
Днём Джексон сообщил Юэлу, что дивизия Шилдса приближается к Порт-Репаблик и он будет сдерживать её, если Юэлл сможет удержать Фримонта. Юэлл ответил, что сможет: «Худшее позади, — сказал он, — я с ним справлюсь». Он был уверен в своих силах, Ричарду Тейлору он признался, что весь день ему казалось, что он снова сражается со слабой, нецивилизованной мексиканской армией. Он даже задумал контратаковать Фримонта, но ложные донесения о появлении сильного отряда противника на левом фланге заставили его отложить атаку, а когда всё было готово, было уже поздно и он перенёс атаку на утро.
Теперь Джексону надо было решить, как поступить дальше. По его оценкам, Шилдс был ближе, чем Фримонт, и его армия была меньше по размерам. В Порт-Репаблик Джексон был ближе к своим линиям снабжения и ближе к пути отступления на случай поражения. Фримонт в случае неудачи сможет легко отступить вниз по долине, в то время как Шилдсу придётся отходить по плохим дорогам. Всё говорило о том, что первым надо атаковать Шилдса. Были шансы на то, что Шилдса удастся отбросить, затем армия сможет пройти назад через Порт-Репаблик и атаковать Фримонта. Если обстоятельства не позволят атаковать Фримонта, то можно будет разрушить мосты через Шенандоа и тем задержать его наступление. Исходя из этих соображений Джексон выдал инструкции Юэллу: он велел подвести обозы к Кросс-Кейс, накормить людей, а затем отвести обозы в тыл к ущелью Броунс-Гэп. Утром 9 июня Юэллу было приказано следовать в Порт-Репаблик, оставив на позиции бригаду Тримбла и два батальона, чтобы они сдерживали Фримонта насколько это возможно. В случае опасности им было разрешено отступить в город и сжечь мосты. Генерал Тальяферро получил приказ отправить часть своей бригады для прикрытия мостов на случай отступления Тримбла.
Джексон вызвал полковника Паттона, поручил ему помочь Тримблу и подробно объяснил, каких действий он от него хочет. Паттон заметил, что его отряд весьма мал, а на местности мало хороших оборонительных позиций, поэтому ему хотелось бы знать, как долго ему требуется сдерживать Фримонта. Джексон ответил, что с Божьей помощью он надеется вернуться к 10:00.
Генерал Тримбл был категорически недоволен результатами боя, настаивал на повторной атаке, и изложил свои соображения генералу Тейлору, но тот сказал, что такая атака ни к чему хорошему не приведёт. Тримбл всё же решил, что надо атаковать и отправился за разрешением к Юэллу, а потом к Джексону. Джексон сказал: «Посоветуйтесь с Юэллом и действуйте, как он скажет», а Юэлл не дал согласия. «Вы достаточно потрудились за этот день, — сказал он, — и даже небольшая неудача может помешать планам генерала Джексона на следующий день». Тримбл продолжал настаивать, утверждая, что если Фримонта не атаковать ночью, он сам атакует с утра. Юэлл не уступил. Дуглас Фриман писал, что Тримбл недооценивал сложности ночного наступления, и как будто не понимал, что одно дело удерживать сильную позицию малыми силами, и совсем другое — атаковать Фримонта этими же силами.
На стороне федеральной армии генерал Милрой встретил Фримонта и обратился к нему в очень резкой форме, возмущаясь приказом об отступлении с позиции, которую он готов был удерживать хоть целый месяц. Фримонт удивился и сказал, что он ничего не знал о положении Милроя. В письме жене Милрой писал, что у Фримонта была целая туча адъютантов и это его прямая обязанность — знать всё, что происходит в армии хотя бы во время сражения. Питер Коззенс писал, что Фримонт действительно ничего не знал о ходе боя просто потому что был слишком далеко. Он понял только, что сильный отряд противника нанёс урон бригаде Стейхла и заставил отступить бригады Болена и Колтеса. Неудача на левом фланге привела его к убеждению, что противник слишком многочисленен.

### Потери
В рапорте Юэлл сообщил, что потерял 288 человек. Из них 41 был убит, 232 ранено и 15 пропало без вести. По оценкам Юэлла федералы потеряли не менее 2000, но он полагался при оценке на завышенные цифры из рапорта Тримбла, а в реальности северяне потеряли 664 человека: 144 убитыми, 443 ранеными и 127 убитыми.
Юэлл писал в рапорте, что потери федеральной армии пришлись в основном на дивизию Бленкера, «которая уже много месяцев славится воровством и оскорблениями женщин и детей на всей подконтрольной федералам территории».